# كيت هارينغتون
كريستوفر كاتسبي هارينغتون (بالإنجليزية: Christopher Catesby Harington) معروف بـِكيت هارينغتون (بالإنجليزية: Kit Harington) (مواليد 26 ديسمبر 1986 –) هو ممثل إنجليزي. واشتهر بتأديته دور جون سنو في مسلسل إتش بي أو التلفزيوني الخيالي صراع العروش (2011–2019)، والذي ترشح عنه لجائزة الغولدن غلوب وجائزة الإيمي برايم تايم.
تخرج هارينغتون من المدرسة الملكية المركزية للخطابة والدراما، واحتراف التمثيل لأول مرة في 2009 مع الدور الرئيسي ألبرت ناراكوت في مسرحية وست إند حصان حرب. طور، وأنتج، ولعب البطولة بدور روبرت كاتسبي في مسلسل بي بي سي الدرامي لعام 2017 البارود. تتضمن أدواره السينمائية فيلم الرومانسية التاريخية بومباي (2014)، وفيلم دراما الفترة عهد الشباب (2014)، وفيلم عالم مارفل السينمائي الأبديون (2021)، ودور صوتي في الجزئي الثاني والثالث من سلسلة أفلام كيف تروض تنينك (2014–2019).

## النشأة
ولد هارينغتون في حيّ أكتون في لندن ثم انتقل إلى وسترشير عند بلوغه الحادية عشر، ثم عاد ليستقر في لندن عند بلوغه الثامنة عشر. والده هو ديفيد ريتشارد هارينغتون ووالدته ديبورا جين وهي كاتِبة مسرحيّة سابقة. سمّته أمّه بذلك تيمناً بـِ كريستوفر مارلو. عمّه هو السير نيكولاس جون هارينغتون البارونت -وهي رتبة من رتب التاج البريطاني- الرابع عشر لأسرته. وجدّه السير ريتشارد هارينغتون وهو البارونت الثاني عشر. بالإضافة إلى أن كريستوفر هو سليل تشارلز الثاني ملك إنجلترا من خلال جدته أم أباه لافندر سيسيليا ديني. أيضاً من جهة والده، فإن هارينغتون ينحدر من كل من الأسكتلندي السياسي هنري دونداس الأول، والتاجر توماس أنتوني ديني، ورجل الدين المعمدان ويرثسلي نويل. وذكر في مقابلة له مع جيمي كاميل أنه سليل للكاتب جون هارينغتون أيضاً.
ارتاد كيت مدرسة ساوثفيلد الابتدائية بين عامي 1992 - 1998، ثم انتقل إلى مدرسة تشانتري الثانوية بين عامي 1998 - 2003. ثم درس الدراما والدراسات المسرحية في كلية ويستر السادسة بين عامي 2003 - 2005. وتخرج من المدرسة المركزية للخطابة والدراما في 2008.

## حياته المهنية
قبل التمثيل، أراد كريستوفر أن يكون صحفياً مُصوّراً أو مراسلاً حربياً. ولكن وخلال دراسته قام بتأدية دور ألبرت في مسرحية War Horse في المسرح الملكي الوطني في لندن. فازت المسرحية بجائزتين من جوائز المسرح وتلقى كريستوفر مديحاً بشأن الدور الذي أدّاه، وعلم حينها أن مستقبله سيكون التمثيل.
بعد ذلك، تلقّى كريستوفر لأداء أول دور له على التلفاز في مسلسل صراع العروش بدور جون سنو، وعرض المسلسل في 2011 وتلقى إعجاباً وإشادة كبيراً من النقاد. وصُورت مشاهد هارينغتون غالباً في أيسلندا وأيرلندا الشمالية ويتطلب منه الدور مهارة في استعمال السيف في القتال. رُشّح كيت إثرَ ذلك لنيل جائزة زحل لأفضل ممثل مُساعد. وبدأ كريستوفر مسيرته السينمائية في فيلم سايلنت هيل: الوحي وهوَ فيلمُ رعبٍ مقتَبسٍ عن لعبة رعب البقاء سايلنت هيل 3 ويُعتبر استكمالاً لفيلم سايلنت هيل الذي أُنتِجَ في 2006. بعدَها كُرّم بكونِه مُمثل العام في حفل توزيع جوائز شباب هوليوود 2013 الذي يحتَفل بأبرز المواهب الشبابيّة الصاعدة في مجال السينما والتلفزيون والموسيقى. كما قام بدور البطولة في فيلم بومباي الذي يحكي عن مدينة بومبي المنكوبة في 2014، وفي نفس العام أيضاً قام بتأدية صوت إرت في الجزء الثاني من فلم كيف تُروّض تنينك.
شارَك كيت في فيلم الابن السابع مع المُمثل جيف بريدجز في 2015، وهوَ فيلم مغامرات وخيال تلقّى تقييماتٍ سلبيّة. ولعبَ دورَ البطولَة في الفيلم الدرامي عهد الشباب وشاركته البطولَة كُل من أليسيا فيكاندير وإميلي واتسون. وقد صَدر الفيلم في المملكة المتحدة بتاريخ 16 يناير 2015. وعُرضَ لأوّل مرة في مهرجان لندن السينمائي في أكتوبر 2014. كما لعِبَ دور البطولَة في فيلم الكوميديا التلفزيوني سبعة أيام في الجحيم الذي عُرِضَ على قناة HBO ويحكي عن مُبارة تينيس دامت 7 أيام.
ومن المقرّر أن يُشارِك في فيلم Brimstone الذي سيصدر في 2016.

## أعماله

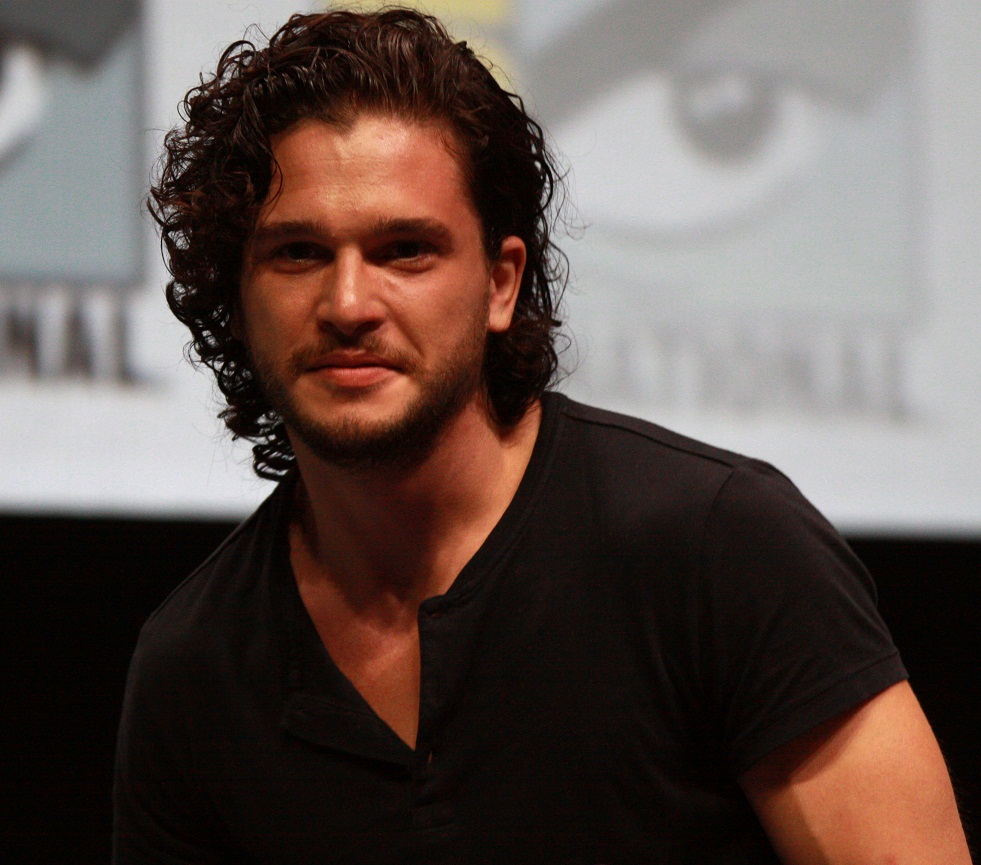
كيت هارينغتون يتحدث عن صراع العروش في مهرجان كوميك كون 2013 في سان دييغو

### في الأفلام
| السنة | العنوان                               | الدور          |
| ----- | ------------------------------------- | -------------- |
| 2012  | سايلنت هيل: الوحي 3 دي                | فينسنت         |
| 2014  | بومباي                                | ميلو           |
| 2014  | كيف تروض تنينك 2                      | إرت            |
| 2015  | الابن السابع                          | بيلي بريدلي    |
| 2015  | Spooks: The Greater Good              | ويل كرومبي     |
| 2016  | Brimstone                             | ساموايل        |
| 2017  | The Death and Life of John F. Donovan | جون ف. دونوفان |

### في المسلسلات
| السنة       | العنوان        | الدور      | ملاحظات       |
| ----------- | -------------- | ---------- | ------------- |
| 2011 - 2019 | Game Of Throne | جون سنو    | دور رئيسي     |
| 2015        | 7 Days in Hell | تشارلز بول | فيلم تلفزيوني |

### في المسرحيات
| السنة     | العنوان        | الدور         |
| --------- | -------------- | ------------- |
| 2008-2009 | War Horse      | ألبرت ناراكوت |
| 2010      | Posh           | إد مونتغومري  |
| 2015      | The Vote       | كولين هندرسون |
| 20        | Doctor Faustus | فاوست         |

### في ألعاب الفيديو
| السنة | العنوان                      | الدور      |
| ----- | ---------------------------- | ---------- |
| 2014  | صراع العروش                  | جون سنو    |
| 2016  | كول أوف ديوتي: انفنتي وورفير | سيلين كوتش |

## الجوائز والترشيحات
| السنة | الجائزة                  | الفئة                                 | العمل       | النتيجة | مرجع   |
| ----- | ------------------------ | ------------------------------------- | ----------- | ------- | ------ |
| 2011  | جوائز سكريم              | أفضل مجموعة                           | صراع العروش | رُشِّح     | [ 29 ] |
| 2011  | جائزة نقابة ممثلي الشاشة | أفضل أداء لأفضل مجموعة في مسلسل درامي | صراع العروش | رُشِّح     | [ 30 ] |
| 2011  | جوائز IGN                | أفضل بطل تلفزيوني                     | صراع العروش | رُشِّح     |        |
| 2012  | جائزة زحل                | أفضل ممثل مساعد على التلفاز           | صراع العروش | رُشِّح     | [ 31 ] |
| 2012  | جائزة الحورية الذهبية    | أفضل ممثل درامي تلفزيوني              | صراع العروش | رُشِّح     |        |
| 2013  | جوائز شباب هوليوود       | ممثل العام                            |             | فوز     | [ 32 ] |
| 2013  | جائزة نقابة ممثلي الشاشة | أفضل أداء لأفضل مجموعة في مسلسل درامي | صراع العروش | رُشِّح     | [ 33 ] |
| 2014  | جائزة نقابة ممثلي الشاشة | أفضل أداء لأفضل مجموعة في مسلسل درامي | صراع العروش | رُشِّح     | [ 34 ] |

## روابط خارجية
- كيت هارينغتون على موقع IMDb (الإنجليزية)
- كيت هارينغتون على موقع ميتاكريتيك (الإنجليزية)
- كيت هارينغتون على موقع روتن توميتوز (الإنجليزية)
- كيت هارينغتون على موقع ألو سيني (الفرنسية)
- كيت هارينغتون على موقع تيرنر كلاسيك موفيز (الإنجليزية)
- كيت هارينغتون على موقع أول موفي (الإنجليزية)
- كيت هارينغتون على موقع قاعدة بيانات الأفلام السويدية (السويدية)
- كيت هارينغتون على موقع قاعدة بيانات الفيلم (الإنجليزية)
- كيت هارينغتون على موقع كينوبويسك (الروسية)